# حمام باب الأحمر
حمام باب الأحمر هو حمام عام يقع في مدينة حلب، سوريا. يقع بالتحديد في حلب القديمة بالقرب من قلعة حلب ويشتهر بقبته التي تعود للعصر العثماني.